# Andreas Peter von Bernstorff

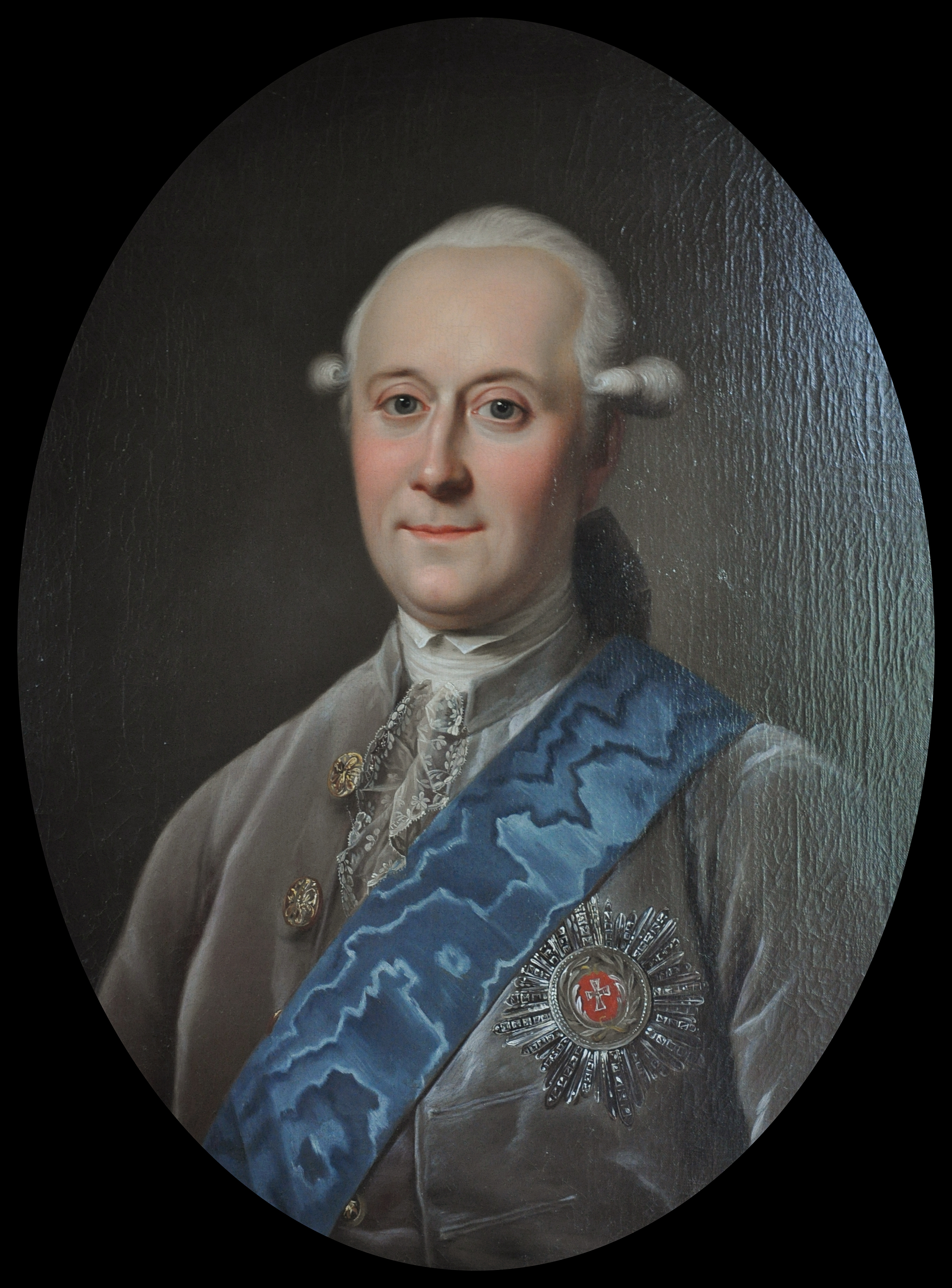
A. P. v. Bernstorff, Porträt von oder nach Jens Juel

Andreas Peter Graf von Bernstorff (* 28. August 1735 in Hannover; † 21. Juni 1797 in Kopenhagen) war Außenminister des Dänischen Gesamtstaates von 1773 bis 1780 und von 1784 bis 1797. Der Aufklärer folgte dem Radikalreformer Johann Friedrich Struensee nach dessen Sturz und Hinrichtung und setzte die Tradition deutscher Minister an der Spitze des Gesamtstaates fort.

## Leben

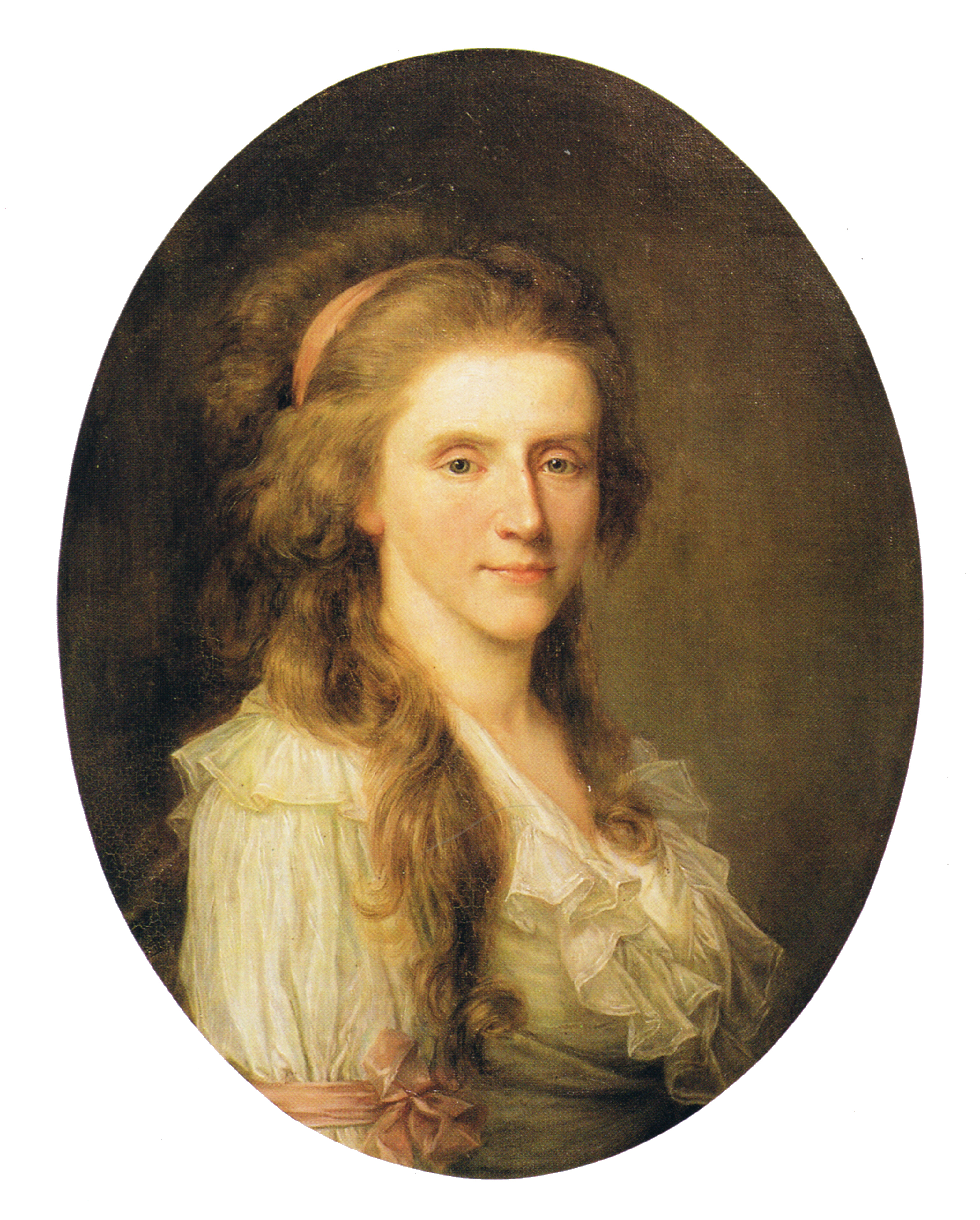
Augusta Louise zu Stolberg-Stolberg (1753–1835)
Gemalt von Jens Juel

Andreas Peter von Bernstorff war Urenkel von Andreas Gottlieb von Bernstorff, dem Premierminister des Kurfürstentums Braunschweig-Lüneburg und Berater des englischen Königs Georg I. Sein Vater Andreas Gottlieb der Jüngere (1708–1768) hatte kein Staatsamt inne, aber sein Onkel Johann Hartwig Ernst von Bernstorff war dänischer Staatsminister. Seine Mutter war Dorothea Wilhelmine von Weitersheim († 1762), eine Tochter des kaiserlichen General-Feldmarschall-Leutnants Freiherr Bechtold von Weitersheim und der Claudia Magdalena von Zedlitz.
Bernstorff studierte von 1752 bis 1755 in Leipzig und Göttingen und bereiste dann mehrere Jahre lang England, die Schweiz, Frankreich und Italien. Gefördert von seinem Onkel Johann Hartwig Ernst von Bernstorff trat er 1759 in den dänischen Staatsdienst ein. Zu Beginn seiner Karriere beschäftigte er sich vor allem mit Wirtschaft und war Mitglied des Kommerzkollegiums, dem sein Onkel vorstand, und unterstützte so Dänemarks positive Handelsbilanz.
Nach dem Tod von König Friedrich V. hatten beide Bernstorffs auch unter Christian VII. anfangs die führende Stellung im Staat. 1769 wurde Andreas Bernstorff zum Geheimrat befördert und gemeinsam mit seinem Onkel und seinem Vater in den Grafenstand erhoben. Doch schon 1770 verdrängte sie Johann Friedrich von Struensee. Nach dessen Sturz und dem Tod seines Onkels kehrte Andreas Bernstorff auf seine Stellung im Finanzkollegium zurück. 1773 wurde er Nachfolger seines Onkels als Staatsminister des Äußeren und – auf Druck der schleswig-holsteinischen Ritterschaft und gegen den Widerstand des Kopenhagener Hofs – Leiter der Deutschen Kanzlei, der zentralen Behörde für die Herzogtümer Schleswig und Holstein. Diese Position hatte Bernstorff zunächst bis 1780 und dann von 1784 bis 1797 inne.
Großes Verdienst erwarb sich Bernstorff dadurch, dass er die schon von seinem Onkel begonnenen Verhandlungen mit Russland über den Austausch des Gottorpschen Anteils an Holstein gegen Oldenburg und Delmenhorst im Vertrag von Zarskoje Selo von 1773 zum gewünschten Ende führen konnte. Während des englisch-französisch-spanischen Seekriegs im Zusammenhang mit dem Amerikanischen Unabhängigkeitskrieg brachte er, in Verbindung mit Russland, Schweden und Preußen, die bewaffnete Neutralität zustande, welcher Dänemark während verderblicher Kriege zwischen anderen Völkern einen langjährigen Frieden verdankte.
Aber infolge von Differenzen mit der verwitweten Königin Juliane und deren Minister Ove Høegh-Guldberg, der die dänische Hofpartei durch ein Indigenat-Gesetz, das Dänischstämmige bevorteilen sollte, stärken wollte, legte Bernstorff 1780 sein Amt nieder und zog sich auf das Familiengut Dreilützow in Mecklenburg zurück. Sobald jedoch der junge Kronprinz Friedrich VI. 1784 eine Änderung des Staatsrats durchgesetzt und den Einfluss der Königin gebrochen hatte, wurde Bernstorff zurückgerufen und in alle seine Ämter und Würden wieder eingesetzt. Von da an blieb er bis zu seinem Tod der leitende Mittelpunkt der äußeren und inneren Verwaltung und erhob Dänemark unter den schwierigsten Verhältnissen zu einer hohen Blüte. Den unvermeidlichen Krieg mit Schweden, zu dem das Bündnis mit Russland zwang, wusste er nach nur einer Schlacht schnell zu beendigen. Dänemark trat durch Bernstorffs Veranstaltung 1791 sogar mit dem glücklichsten Erfolg als Vermittler zwischen Russland und England im Türkenkrieg auf.
1792 lehnte er eine Einladung der gegen Frankreich alliierten Mächte Österreich, Preußen und Sardinien-Piemont zur Teilnahme am Krieg gegen die Republik ab. Auch später trat er Koalitionen gegen Frankreich nicht bei.
Durch dieses Friedens- und Neutralitätssystem sowie durch wahrhaft wohltätige, alle Gegenstände der Administration, Finanzen, Handel, Schifffahrt, Manufaktur- und Fabrikwesen sowie militärische Angelegenheiten betreffende Maßregeln wurde Bernstorff der Wohltäter Dänemarks. Ihm ist besonders die Befreiung des Bauernstandes in Dänemark von persönlichen und wirtschaftlichen Fesseln zu danken. Auch an der Aufhebung der Leibeigenschaft in Schleswig-Holstein hatte er einen bedeutenden Anteil, obwohl sie erst nach seinem Tod erfolgte. Dabei war er im Sinne der Aufklärung ein standhafter Verteidiger liberaler Regierungsprinzipien und erklärte sich stets entschieden gegen jede Beschränkung der Pressefreiheit. Bernstorffs Privatcharakter erscheint überall in dem günstigsten Licht.

## Familie
Bernstorff war seit 3. Dezember 1762 verheiratet mit Henriette Friederike zu Stolberg-Stolberg (1747–1782), mit der er 12 Kinder hatte, darunter:
- Johan Hartvig Ernst (Hans Hartwig) (* 5. April 1767; † 13. Mai 1791) ⚭ Gräfin Konstanze von Knuth auf Gyldensteen, Erbtochter des Lehnsgrafen Johan Heinrich Knuth-Gyldensteen, Stammeltern der Linie Bernstorff-Gyldensteen
- Sophie Magdalene Charlotte (* 9. Mai 1770; † 30. Oktober 1841 in Dresden-Neustadt) ⚭ Magnus von Dernath
- Christian Günther (* 3. April 1769 in Kopenhagen; † 28. März 1835 in Berlin) ⚭ Auguste Luise Elisabeth von Dernath
- Friedrich (* 24. Juli 1773; † 3. April 1838) ⚭ Ferdinandine Marianne Charlotte Caroline Antoinette von Hammerstein-Equord (* 19. November 1783; † 24. Februar 1853)
- Joachim Friedrich (1771–1835) ⚭ Elisabeth Henriette Sophie von Blücher (1770–1807)
- Emilie Louise Henriette (* 7. Oktober 1776; † 1856) ⚭ Cay Friedrich von Reventlow
- Emilie Hedevig Caroline (* 7. November 1777; † 14. Mai 1811) ⚭ Carl Emil zu Rantzau (* 17. Februar 1775; † 25. Oktober 1857)
- Magnus Karl (* 13. Juni 1781; † 8. Dezember 1836) ⚭ Charlotte Louise Josephine von Baudissin (* 27. Januar 1788; † 13. Februar 1830)

Nach dem Tod seiner ersten Frau 1782 heiratete Bernstorff im folgenden Jahr ihre Schwester Augusta Louise zu Stolberg-Stolberg, die durch ihren regen Briefwechsel mit Johann Wolfgang von Goethe als Goethes Gustchen in die Literaturgeschichte einging. Das einzige Kind Carl Andreas Christian (* 13. Mai 1788) aus dieser Ehe starb im Kindesalter 1792.